# وزير الصحة والخدمات الإنسانية (الولايات المتحدة)
وزير الصحة والخدمات الإنسانية الأمريكي (بالإنجليزية: United States Secretary of Health and Human Services)‏ هو رئيس وزارة الصحة والخدمات الإنسانية بالولايات المتحدة، ويعمل كمستشار رئيسي لرئيس الولايات المتحدة في جميع الأمور الصحية، ويعد عضوا في مجلس وزراء الولايات المتحدة. كان المنصب سابقًا وزير الصحة والتعليم والرعاية الاجتماعية. في عام 1980 تم تغيير اسم وزارة الصحة والتعليم والرعاية الاجتماعية إلى وزارة الصحة والخدمات الإنسانية، وتم نقل وظائف التعليم وإدارة خدمات إعادة التأهيل إلى وزارة التعليم الأمريكية الجديدة. يشغل كزافييه بيسيرا منصب وزير الصحة والخدمات الإنسانية منذ 19 مارس 2021، وهو أول شخص من أصل إسباني يشغل هذا المنصب.

## وصلات خارجية
- الموقع الرسمي